# Charles D. Kaier Company
Die Charles D. Kaier Company war ein US-amerikanisches Getränkeunternehmen in Mahanoy City, das als Whiskeyabfüller und Brauerei agierte. Das Unternehmen wurde 1862 gegründet und 1966 an die Henry F. Ortlieb Brewing Company verkauft.

## Geschichte

### Gründung
Die Charles D. Kaier Company wurde 1862 vom deutschen Emigranten Charles D. Kaier unter dem Namen The Chas. D. Kaier Company gegründet. Kaier war mit seinen Eltern 1857 in die USA ausgewandert. In ihren Anfängen war die Firma vor allem als Abfüller, Verpacker und Vertreiber für verschiedene Whiskeydestillerien und Brauereien tätig. Whiskey wurde dort verschnitten und als „Kaier’s Special ‚A‘ Whiskey“ verkauft.
Im Jahr 1880 überredete Kaier seinen noch in Deutschland lebenden Cousin Franz Kaier, ihm nachzufolgen und als Braumeister für ihn zu arbeiten. Dies markierte den Beginn der eigenständigen Brautätigkeit der Chas. D. Kaier Company. 1891 wurde der Name zu Chas. D. Kaier Brewing Company geändert. Bis 1894 war dies die einzige Zeit der Firmengeschichte, in welcher der Braubetrieb auch im Namen erwähnt wurde. 1892 wurde das Unternehmen um Kühlanlagen erweitert und der Abfüllbetrieb ausgebaut. 1894 wurde der Name zu einer neutralen Variante geändert: Chas. D. Kaier Co. Ltd.
1895 kam es zum Bruch zwischen Firmengründer Kaier und seinem Betriebsleiter Philip Henry Fuhrmann. Als Fuhrmann von einer Reise nach Deutschland zurückkehrte, verklagte er Kaier mit der Anschuldigung, das Unternehmen in seiner Abwesenheit schlecht geleitet zu haben. Fuhrmann besaß zu dieser Zeit circa 25.000 US-Dollar des Kapitalstocks des Unternehmens, was einem Anteil von unter 5 % entsprach. Die Klage war nicht erfolgreich. Daraufhin kaufte Kaier Fuhrmann’s Anteile – dieser zog daraufhin nach Shamokin und wurde dort Besitzer der Fuhrmann & Schmidt Brewing Company.

### Jahrhundertwende und Prohibition
Firmengründer Kaier verstarb vier Jahre später – die Leitung des Unternehmens wurde von Kaiers Witwe Margaret an die Kinder Mary und Charles übergeben. Ein Jahr später versuchte die Schuylkill Brewing Company, die Kaier-Brauerei aufzukaufen, scheiterte jedoch. Ein weiterer Versuch durch den Geschäftsmann D. M. Graham im Jahr 1903 scheiterte ebenfalls. Zu dieser Zeit lag der Jahresausstoß der Brauerei bei circa 100.000 Barrel Bier.
Als Margaret Kaier im Jahr 1913 starb, entbrannte ein kurzer Streit zwischen Mary und Charles über ihren letzten Willen. Dieser Streit führte dazu, dass Mary die Leitung der Brauerei übernahm, während sich Charles fortan um das einst durch den Vater erstandene Opernhaus kümmerte. Mary setzte ihren Ehemann Lloyd Fahler als neuen Präsidenten der Brauerei ein.
Während der Prohibition musste die Brauerei das Abfüllen von Whiskeys einstellen. Um sich wirtschaftlich über Wasser zu halten, wurde alkoholreduziertes Leichtbier (eng. „near beer“), Eis und Limonaden (Ginger Ale, Root Beer und weitere) produziert.
Neben dieser legalen Tätigkeit braute und verkaufte die Brauerei auch Bier mit illegal hohem Alkoholgehalt. Um der Gefahr der Gefängnisstrafe zu entgehen, ließen die Fahlers das Unternehmen von Strohmännern, zwei Männern namens Shalleck und Zack, leiten. Zu einem kleineren Anteil als Shalleck und Zack war auch ein Mann namens Bill Dewey involviert. Das legale Leichtbier wurde hergestellt, indem regulär gebrautes Vollbier destilliert wurde. Die Brauerei beförderte jedoch Teile des Vollbierausstoßes über eine Pipeline in eine Scheune am Mahanoy Creek, wo es in geheimen Kellern versteckt und vertrieben wurde. Es wurden „Aufpasser“ (eng. „spotters“) angestellt, die an den nach Mahanoy City führenden Straßen nach Fahrzeugen der Bundespolizei Ausschau hielten und bei Bedarf einen warnenden Telefonanruf an die Brauerei absetzten.

### Wachstum und Niedergang
Nach dem Ende der Prohibition wurde der reguläre Braubetrieb unter dem Namen Charles D. Kaier Company und unter den Besitzern Mary und Lloyd Fahler wieder aufgenommen. 1936 wurde die Frackville Brewing Company akquiriert, abgerissen und ihre Anlagen nach Mahanoy City verlegt. In den späten 1940er-Jahren erreichte die Chas. D. Kaier Company einen Jahresausstoß von über 200.000 Barrel, was den Produktionshöhepunkt der Firmengeschichte darstellt.
1950 wurde ein neues Lagerhaus errichtet sowie neue Verpackungsanlagen gekauft. In diesem Jahr erreichte die Brauerei den ersten Preis bei einem Bierwettbewerb in Brüssel.
Der durch national agierende Brauereien forcierte Preiskampf sowie deren massive Werbemaßnahmen führten dazu, dass die Kaier-Brauerei Marktanteile verlor. 1966 wurde die Brauerei aufgrund dieses Wettbewerbsdrucks für 500.000 US-Dollar an die Henry F. Ortlieb Brewing Company verkauft. 1968 wurde die Brauerei in Mahanoy City endgültig geschlossen.
Die Produktion von Kaier-Bier wurde an den Standort der Fuhrmann & Schmidt Brewing Company verlegt, der Brauerei des ehemals geschassten Betriebsleiters Philip Henry Fuhrmann.
Die Gebäude der Brauerei wurden nicht abgerissen und können heute noch gesehen werden.